# Kotel
Kotel (in bulgaro Котел?) è un comune bulgaro situato nella Regione di Sliven di 26 916 abitanti (dati 2009). La sede comunale è nella località omonima

## Località
Il comune è formato dall'insieme delle seguenti località:
- Kotel (sede comunale)
- Borinci
- Bratan
- Dăbova
- Filaretovo
- Gradec
- Jablanovo
- Kamenna
- Katunište
- Kipilovo
- Malko selo
- Medven
- Mokren
- Nejkovo
- Orlovo
- Ostra mogila
- Pădarevo
- Sedlarevo
- Sokolarci
- Strelci
- Tiča
- Topuzevo
- Žeravna